# Vagantes
Vagantes is een compositie voor harmonieorkest of fanfare van de Belgische componist Marcel De Boeck.